# FA Charity Shield 1909
Lo FA Charity Shield 1909, noto in italiano anche come Supercoppa d'Inghilterra 1909, è stata la 2ª edizione della Supercoppa d'Inghilterra.
Si è svolto il 28 aprile 1909 allo Stamford Bridge di Londra tra il Newcastle, vincitore della First Division 1908-1909, e il Northampton Town, vincitore della Southern Football League 1908-1909.
A conquistare il titolo è stato il Newcastle che ha vinto per 2-0 con reti di Stan Allan e Jock Rutherford.

## Partecipanti
| Squadre          | Qualificazione                                     | Partecipazioni precedenti (il grassetto indica la vittoria) |
| ---------------- | -------------------------------------------------- | ----------------------------------------------------------- |
| Newcastle Utd    | Vincitore della First Division 1908-1909           | Nessuna                                                     |
| Northampton Town | Vincitore della Southern Football League 1908-1909 | Nessuna                                                     |

## Tabellino
| Londra 28 aprile 1909                              | Newcastle | 2 – 0 referto | Northampton Town | Stamford Bridge (7.000 spett.) |
| \| \| \| \| \| Allan Rutherford \| Marcatori \| \| |           |               |                  |                                |
|                                                    |           |               |                  |                                |
| Allan Rutherford                                   | Marcatori |               |                  |                                |

### Formazioni
| Newcastle Utd: |    |                 |
|                |    |                 |
| P              | 1  | Jimmy Lawrence  |
| D              | 2  | Billy McCracken |
| D              | 3  | Tony Whitson    |
| C              | 4  | David Willis    |
| C              | 5  | Colin Veitch    |
| C              | 6  | Peter McWilliam |
| A              | 7  | Jock Rutherford |
| A              | 8  | James Howie     |
| A              | 9  | Stan Allan      |
| A              | 10 | George Wilson   |
| A              | 11 | Andrew Anderson |

| Northampton Town: |    |                |
|                   |    |                |
| P                 | 1  | George Cooch   |
| D                 | 2  | Bob Bonthron   |
| D                 | 3  | Lloyd Davies   |
| C                 | 4  | Jock Manning   |
| C                 | 5  | Dave McCartney |
| C                 | 6  | Fred Dunkley   |
| A                 | 7  | Fred McDiarmid |
| A                 | 8  | Bobbie Walker  |
| A                 | 9  | Fred Lessons   |
| A                 | 10 | Albert Lewis   |
| A                 | 11 | Edwin Freeman  |
| Allenatore:       |    |                |
| Herbert Chapman   |    |                |